# كرزيستوف باك
كرزيستوف باك (بالبولندية: Krzysztof Bąk)‏ هو لاعب كرة قدم بولندي في مركز الدفاع، ولد في 22 يونيو 1982 في وارسو في بولندا. لعب مع بولونيا وارسو وليخيا غدانسك.